# Léon Daenekynt
Léon Daenekynt né le 26 décembre 1924 à Sainte-Croix (Flandre-Occidentale) et mort le 20 octobre 2003 à Knokke-Heist (Flandre-Occidentale), est un ancien coureur cycliste professionnel belge de 1948 à 1957.

## Palmarès
- 1947
  - 3e d'À Travers les Flandres indépendants
  - 3e du Tour du Limbourg amateurs
- 1948
  - Prix national de clôture
- 1949
  - 14e étape du Tour d'Algérie

## Résultats sur les grands tours

### Tour d'Italie
- 1948 : abandon